# Xinyi Yuan
Pour les articles homonymes, voir Yuan (homonymie).
Xinyi Yuan (袁新意) est un mathématicien chinois né en 1981, algébriste et théoricien des nombres, qui occupe actuellement un poste de professeur de mathématiques à l'Université de Californie à Berkeley.

## Biographie
Yuan est originaire de Macheng, Huanggang, Hubei, et il est diplômé de la Huanggang Middle School (en) en 2000. Cette année-là, il a reçu une médaille d'or aux Olympiades internationales de mathématiques. Yuan a obtenu son A. B. en mathématiques de l'Université de Pékin en 2003 et son doctorat en mathématiques de l'Université Columbia en 2008 sous la direction de Shou-Wu Zhang, avec une thèse intitulée « Equidistribution Theory over Algebraic Dynamical Systems »,. Son article « Big Line Bundles over Arithmetic Varieties », publié dans la revue Inventiones mathematicae, démontre une condition suffisante naturelle pour que l'orbite sous le groupe de Galois absolu soit équiréparti.
Il a travaillé un temps à l'Institute for Advanced Study, à l'Université de Princeton et à l'Université Harvard, avant de rejoindre la faculté de l'université de Berkeley, en 2012.

## Travaux
Les sujets de recherche de comprennent la géométrie d'Arakelov, les équations diophantiennes, les variétés de Shimura et les formes automorphes. En particulier, son travail se concentre sur la théorie de l'intersection arithmétique, la dynamique algébrique, les équations diophantiennes et les valeurs spéciales de fonctions L.
Il accorde une attention spéciale à la relation entre les dérivées de fonctions L et l'appariement de poids de certains cycles.

## Distinctions
Yuan a été nommé Fellow de l'Institut de mathématiques Clay pour une durée de trois ans, de 2008 à 2013. En collaboration avec un certain nombre d'autres chercheurs, Yuan a vu publiés dans les revues Quanta Magazine et Business Insider, entre autres choses, ses travaux sur les L-fonctions,.
Parmi les nombreux colloques auxquels il participe, il a notamment donné la conférence inaugurale lors du cinquième Congrès international des mathématiciens chinois, à Pékin en 2010.

## Publications (sélection)
- avec Tong Zhang : « Effective Bound of Linear Series on Arithmetic Surfaces », Duke Mathematical Journal 162 (2013), no. 10, 1723–1770.
- « On Volumes of Arithmetic Line Bundles », Compositio Mathematica 145 (2009), 1447–1464.
- « Big Line Bundles over Arithmetic Varieties », Inventiones mathematicae 173 (2008), no. 3, 603–649.
- avec Tong Zhang : Relative Noether inequality on fibered surfaces", Advances in Mathematics 259 (2014), 89–115.
- avec Shou-Wu Zhang : « The arithmetic Hodge index theorem for adelic line bundles », Mathematische Annalen (2016), 1–49.
- avec Shou-Wu Zhang : « The arithmetic Hodge index theorem for adelic line bundles », Mathematische Annalen (2016), 1–49.
- avec Wei Zhang et Shou-Wu Zhang) « The Gross–Kohnen–Zagier theorem over totally real fields », Compositio Mathematica 145 (2009), no. 5, 1147–1162.
- avec Wei Zhang et Shou-Wu Zhang) « The Gross–Zagier formula on Shimura curves », Annals of Math. Studies vol. 184, Princeton University Press, 2012.
- avec Wei Zhang et Shou-Wu Zhang : « Triple product L-series and Gross–Kudla–Schoen cycles ».
- avec Shou-Wu Zhang : « On the averaged Colmez conjecture », Ann. of Math. (2018).